# میکائیل تومانیان
میکائیل گالوستی تومانیان (ارمنی: Միքայել Գալուստի Թումանյան؛ زادهٔ ۱ مارس ۱۸۸۶ - درگذشته ۲۴ ژوئیهٔ ۱۹۵۰) یک گیاه‌شناس و استاد دانشگاه دولتی ایروان اهل ارمنستان بود.

## زندگی‌نامه
در ۱۳ مارس [سبک قدیمی: ۱ مارس] ۱۸۸۶ در بیلوهیرسک به دنیا آمد و از دانشگاه دولتی کشاورزی روسیه (۱۹۱۴) فارغ‌التحصیل شد. وی از سال ۱۹۴۳ عضو فرهنگستان ملی علوم ارمنستان بود. وی در دانشگاه دولتی ایروان و دانشگاه ملی علوم کشاورزی ارمنستان فعالیت می‌کرد. وی همچنین برنده نشان پرچم سرخ کار، نشان برجسته افتخار و دانشمند شایسته ارمنستان شوروی (۱۹۳۵) شده است. وی در ۲۴ ژوئیهٔ ۱۹۵۰ در سن ۶۴ سالگی در ایروان درگذشت.

## یادداشت
1. ↑  Մոսկվայի Կ. Ա. Տիմիրյազևի անվան գյուղատնտեսական ակադեմիա